# Andrea Ablasser
Andrea Ablasser (Bad Friedrichshall, 13 luglio 1983) è un'immunologa, medico e biologa tedesca, che lavora come professore ordinario di Scienze della Vita presso l'École Polytechnique Fédérale de Lausanne. La sua ricerca si è concentrata su come il sistema immunitario innato sia in grado di riconoscere le cellule infettate da virus e gli agenti patogeni.

## Biografia
Ablasser è nata nel 1983 a Bad Friedrichshall da padre medico e madre matematica. Si è trasferita a Buchloe all'età di tre anni, dove suo padre era il primario dell'ospedale Buchloer. Ha frequentato i ginnasi di Türkheim e Hohenschwangau ed è stata ispirata da suo padre a studiare medicina all'Università Ludwig Maximilian di Monaco di Baviera (LMU). Ha completato parte dei suoi studi presso l'Università del Massachusetts a Worcester (USA) e ha svolto parte della sua formazione pratica presso la Harvard Medical School. Quando ha conseguito la laurea in medicina nel 2008, è stata classificata come una delle prime dieci studentesse in Germania. Sebbene inizialmente volesse dedicarsi all'oncologia, ha scelto di scrivere una tesi di dottorato nel campo dell'immunologia, conseguendolo in farmacologia clinica nel 2010 presso la LMU.

## Carriera
Ha continuato a studiare l'immunità innata presso l'Istituto di Chimica Clinica e Farmacologia dell'Università di Bonn (2011-2014). Dal 2014 è professore assistente con contratto a tempo indeterminato presso l'École Polytechnique Fédérale di Losanna, diventando professore associato nel 2019 e poi professore ordinario di Scienze della vita nel 2021. Vive in un villaggio vicino alla città, insieme al suo fidanzato, il fisico Tobias Kipenberg.
È autrice di articoli su Nature, Nature Reviews Immunology, Nature Immunology, Journal of Immunology.

## La ricerca
Il sistema immunitario innato ha recettori di riconoscimento dei modelli (PRR) per gli elementi estranei potenzialmente patogeni (PAMP) o la risposta allo stress del corpo (DAMP) innescata da essi. Ablasser era particolarmente interessata all'identificazione della PRR per il materiale genetico virale e batterico, in particolare vari sensori per il DNA virale.
La ricerca si è concentrata sui sensori del DNA che consentono al sistema immunitario innato di rilevare se una cellula è infetta. Ablasser ha identificato una seconda nuova molecola messaggera (cGAMP(2'-5')), prodotta da un particolare sensore di DNA, e che "avvisa" le cellule vicine quando incontra un agente patogeno (tramite un recettore per il loro DNA – cGAMP sintasi o cGAS in breve – che sintetizza la sostanza messaggera). La sostanza messaggera si diffonde attraverso le giunzioni gap alle cellule vicine e attiva i recettori STING nel reticolo endoplasmatico, che a loro volta innescano la risposta immunitaria (come la secrezione di interferone di tipo 1).
Nei macrofagi nei polmoni, i cGAS e gli inflammasomi vengono utilizzati per rilevare il DNA estraneo come quello dei batteri. Questo innesca una risposta immunitaria attraverso le interleuchine, che a sua volta viene smorzata dall'interferone 1. Il laboratorio di Ablasser ha dimostrato che il batterio tubercolare secerne attivamente il DNA e quindi ottiene uno smorzamento della risposta immunitaria attraverso l'interferone 1.
Nel 2015 ha pubblicato una ricerca su come i batteri della tubercolosi ingannano il sistema immunitario.

## Riconoscimenti
- 2014 - Paul Ehrlich e Ludwig Darmstaedter Nachwuchspreis.[10]
- 2018 - Premio Eppendorf per giovani ricercatori europei.[11]
- 2018 - Premio svizzero della scienza Latsis per il suo lavoro sulla comprensione del sistema immunitario.[12]
- 2021 - Premio per la ricerca traslazionale sul cancro della Fondazione Pezcoller-EACR (Translational Cancer Researcher Award).[13]
- 2021 - Premio per la ricerca sul cancro Dr. Josef Steiner.[14]
- 2021 - Medaglia d'oro EMBOl.[15]
- 2024 - Premio Paul Ehrlich e Ludwig Darmstaedter.[16]